# Unix File System
Unix Filesystem (UFS) — файлова система, створена для операційних систем сімейства BSD і зараз[коли?] використовується у переробленому і доповненому вигляді як основна в операційних системах-нащадках (FreeBSD, OpenBSD, NetBSD).
Підтримка даної файлової системи є також в ядрі Linux і операційній системі Solaris.

## Архітектура
UFS складається з таких частин:
- кілька блоків на початку розділу відводиться під сектор завантажування
- суперблок, що включає магічне число, що ініціалізує файлову систему, та деякі інші важливі числа, що описують архітектуру та налаштування деяких параметрів файлової системи
- опис груп циліндрів. Кожна група включає такі компоненти:
  - Резервна копія суперблока
  - Заголовок групи циліндрів, статистичні дані і т. п., інформацію, аналогічну що міститься в суперблоці, але для конкретної групи
  - Декілька індексних дескрипторів, кожен з яких містить атрибути файлів
  - Декілька блоків даних

Індексні дескриптори нумеруються послідовно. Декілька перших індексних дескрипторів збережені з історичних причин, далі йдуть індексні дескриптори кореневого каталогу.
Каталог файлів містить лише список файлів та індексний дескриптор, пов'язаний з кожним файлом. Усі метадані файли зберігаються в індексному дескрипторі.

## Історія та розвиток
Ранні версії Unix використовували файлову систему, що називалася просто «FS». FS містила в собі тільки завантажувальні блоки, суперблок, безліч індексних дескрипторів та блоки даних. Це добре працювало на дисках невеликого розміру, котрі вироблялися в ті часи ранніх Unix. Але технології розвивалися, диски ставали більшими, індексних дескрипторів і блоків даних ставало занадто багато. Тоді UFS був оптимізований і переріс в FFS (Fast File System), в якому з'явились групи циліндрів, кожна з яких мала власні індексні дескриптори і дозволяла уникнути «сміттєзвалища».[джерело?]